# Hrușivka, Bahmaci
Hrușivka (în ucraineană Грушівка) este un sat în comuna Fastivți din raionul Bahmaci, regiunea Cernihiv, Ucraina.

## Demografie
Componența lingvistică a localității Hrușivka
     Ucraineană (96,15%)
     Rusă (3,85%)
Conform recensământului din 2001, majoritatea populației localității Hrușivka era vorbitoare de ucraineană (96,15%), existând în minoritate și vorbitori de rusă (3,85%).